# USS Lake Champlain (CV-39)
La USS Lake Champlain (codici e numeri d'identificazione CV/CVA/CVS-39) è stata una delle 24 portaerei della classe Essex, costruita durante la seconda guerra mondiale per la United States Navy, la marina militare degli Stati Uniti d'America. Il suo nome fa riferimento alla battaglia di Lake Champlain, che si concluse con l'invasione degli stati del nord durante la guerra del 1812.
La Lake Champlain entrò in servizio nel giugno 1945, troppo tardi per essere impiegata in operazioni belliche durante il secondo conflitto mondiale, tuttavia servì come mezzo di trasporto per le truppe d'Europa tra cui l'Operazione Magic Carpet.
Grazie all'apparato propulsivo da 150 000 CV riusciva a raggiungere la velocità massima di 33 nodi che le consentì di effettuare una traversata da Gibilterra a Newport News alla media di 32,05 nodi.
Come molte delle portaerei sue simili è stata messa fuori servizio poco dopo che finì la guerra, ma fu modernizzata e rimessa in servizio nel 1950 e ridenominata come portaerei d'attacco (CVA). Partecipò alla Guerra di Corea, ma operò il resto della sua carriera nell'Atlantico, nei Caribe e nel Mar Mediterraneo. Alla fine del 1950 è stata rinominata come portaerei antisommergibile (CVS). È stata la nave di salvataggio più importante per la prima missione spaziale con l'equipaggio del programma Mercury e del programma Gemini 5.
Fu demolita il 28 aprile del 1978.